# Звёздный десант (фильм, 2025)
«Звёздный десант» (англ. Starship Troopers) — будущий американский художественный фильм в жанре боевика режиссёра Нила Бломкампа, премьера которого запланирована на 2025 год.

## Разработка
По данным журнала Hollywood Reporter, фильм анонсирован и возможно выйдет в прокат в 2025 году. Нил Бломкамп, режиссёр будущей картины заявляет, что «это будет не ремейк фильма Пола Верховена, снятого в 1997 году. Это новая адаптация романа „Звёздный десант“ Роберта Хайнлайна». Новость о том, что серия фильмов получит продолжение не стала неожиданностью. Нил Бломкамп выступит режиссёром, сценаристом и продюсером совместно со своей женой Терри Татчелл. Подробности о разработке проекта и точная дата выхода пока не сообщаются.